# Porcupine-bank

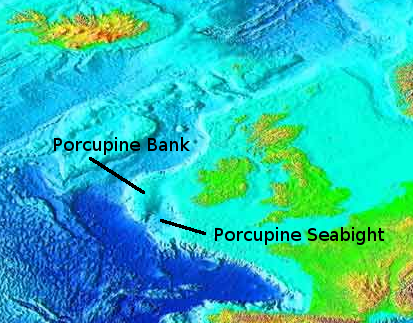
De Porcupine-bank en rechts ervan het Porcupine-bekken

De Porcupine-bank is een zandbank in de Atlantische Oceaan op ongeveer 150-250 km ten westen van Ierland. De bank is genoemd naar het schip HMS Porcupine, een Britse houten zeil- en raderstoomboot die voornamelijk gebruikt werd voor zee-onderzoek, en die deze ondiepte in 1862 ontdekte.
Deze ondiepte met een totaal oppervlak van ongeveer 65.000 km², vormt de uiterste westelijke begrenzing van het West-Europese continentaal plat. Hij ligt op een gemiddelde diepte van 200 meter beneden zeeniveau. Hij wordt omgeven door het Porcupine-bekken in het zuidoosten en de Rockalltrog in het westen en noorden. In het noordoosten is er een verbinding met Ierland, ook wel 'Porcupine-zadel' genoemd, met een gemiddelde diepte van 400-500 meter.
Het grootste deel van de Porcupine-bank is vlak en met zand bedekt, maar in het midden steekt er een rotsachtige onderzeese bergrug van 25 bij 100 km bovenuit. Deze bergrug heeft met name aan de oostelijke en noordelijke zijde steile rotswanden. De hoogste top daarvan bereikt een hoogte van 145 meter onder het zeeoppervlak.
Aan de oostzijde is de overgang naar het Porcupine-bekken heel geleidelijk, maar aan de andere zijden verloopt de begrenzing vanaf een diepte van circa 450 meter plotseling tamelijk steil en zeker aan de zuidwestzijde zijn er bovendien veel steile inhammen. In het zuidoostelijke deel van de bank zijn talloze (meer dan 30.000) schuursporen te zien van ijsbergen.
Op de noordelijke en westelijke hellingen leven diepwaterkoralen.
Er wordt wel gesuggereerd dat deze bank het spookeiland Brasil of Demar zou kunnen zijn, dat op kaarten uit de 15e en 16e eeuw is ingetekend.